# Петраков, Виталий Александрович
Виталий Александрович Петраков (род. 10 декабря 1954, Тула) — советский велогонщик, олимпийский чемпион (1980), заслуженный мастер спорта (1980).
Военнослужащий. Выступал за ВС (Тула). Чемпион Олимпийских игр 1980 года и серебряный призёр Олимпиады-1976 в командной гонке преследования на 4000 м.